# Tatiana Charochkina
Tatiana Charochkina es una deportista rusa que compitió en triatlón. Ganó una medalla de plata en el Campeonato Mundial de Triatlón de Invierno de 2010, y dos medallas de bronce en el Campeonato Europeo de Triatlón de Invierno en los años 2009 y 2011.

## Palmarés internacional
| Campeonato Mundial | Campeonato Mundial | Campeonato Mundial | Campeonato Mundial |
| Año                | Lugar              | Medalla            | Prueba             |
| ------------------ | ------------------ | ------------------ | ------------------ |
| 2010               | Eidsvoll (Noruega) | Medalla de plata   | Individual         |
| Campeonato Europeo |                    |                    |                    |
| Año                | Lugar              | Medalla            | Prueba             |
| 2009               | Látky (Eslovaquia) | Medalla de bronce  | Individual         |
| 2011               | Östersund (Suecia) | Medalla de bronce  | Individual         |